# تاتولشتی
تاتولشتی (به لاتین: Tătulești) یک سکونتگاه مسکونی در رومانی است که در شهرستان اولت واقع شده‌است.

## خصوصیات
تاتولشتی ۱٬۳۴۸ نفر جمعیت دارد.